# Chicago Marathon 1989
De Chicago Marathon 1989 werd gelopen op zondag 29 oktober 1989. Het was de twaalfde editie van deze marathon.
Bij de mannen was de Engelsman Paul Davies-Hale het snelst; hij finishte in 2:11.25. De Amerikaanse Lisa Rainsberger won bij de vrouwen in 2:28.15.

## Uitslagen

### Mannen
| rang   | naam             | land | tijd    |
| ------ | ---------------- | ---- | ------- |
| Goud   | Paul Davies-Hale | ENG  | 2:11.25 |
| Zilver | Ravil Kashapov   | URS  | 2:13.19 |
| Brons  | David Long       | ENG  | 2:13.37 |
| 4      | Ed Eyestone      | USA  | 2:14.57 |
| 5      | Carlos Montero   | ESP  | 2:15.15 |
| 6      | Tadesse Belayneh | ETH  | 2:15.19 |
| 7      | Pedro Ortiz      | COL  | 2:16.29 |
| 8      | Gabriel Kamau    | KEN  | 2:17.02 |
| 9      | Eddy Hellebuyck  | BEL  | 2:17.25 |
| 10     | Salah Qoqaiche   | MAR  | 2:18.08 |

### Vrouwen
| rang   | naam                   | land | tijd    |
| ------ | ---------------------- | ---- | ------- |
| Goud   | Lisa Rainsberger       | USA  | 2:28.15 |
| Zilver | Carla Beurskens        | NED  | 2:30.24 |
| Brons  | Cathy O'Brien          | USA  | 2:31.19 |
| 4      | Maria Rebelo           | FRA  | 2:34.59 |
| 5      | Carole Rouillard       | CAN  | 2:35.20 |
| 6      | Wanda Panfil           | POL  | 2:35.40 |
| 7      | Cassandra Mihailovic   | FRA  | 2:35.44 |
| 8      | Jocelyne Villeton      | FRA  | 2:36.55 |
| 9      | Marguerite Buist       | NZL  | 2:37.20 |
| 10     | Kamila Gradus          | POL  | 2:37.37 |
| 11     | Yekaterina Khramenkova | URS  | 2:38.38 |

1977 ·
1978 ·
1979 ·
1980 ·
1981 ·
1982 ·
1983 ·
1984 ·
1985 ·
1986 ·
1987 ·
1988 ·
1989 ·
1990 ·
1991 ·
1992 ·
1993 ·
1994 ·
1995 ·
1996 ·
1997 ·
1998 ·
1999 ·
2000 ·
2001 ·
2002 ·
2003 ·
2004 ·
2005 ·
2006 ·
2007 ·
2008 ·
2009 ·
2010 ·
2011 ·
2012 ·
2013 · 
2014 · 
2015 · 
2016 · 
2017 · 
2018 · 
2019 · 
2021 · 
2022 · 
2023